# Пузетт-Дарт, Ричард
Ричард Пузетт-Дарт (англ. Richard Pousette-Dart; 1916, Сент-Пол, Миннесота — 1992, Рокланд Каунти, штат Нью-Йорк) — американский живописец и график, один из крупнейших представителей абстрактного экспрессионизма.

## Жизнь и творчество
Ричард Пузетт-Дарт родился в семье художника Натаниеля Пузетт-Дарт и Флоры Пузетт-Дарт. Вырос в городке Вальгалла, штата Нью-Йорк. Рисованием овладел самоучкой. В 1937 году он переезжает на Манхэттен, где работает ассистентом скульптора Поля Маншипа. В 1940-е годы Пузетт-Дарт был активным участником авангардного движения художников Нью-Йорка. В 1951 году он, вместе со своей женой, поэтессой Эвелин Грейси, селится в Рокланд Каунти, где живёт и работает вплоть до самой своей смерти в 1992 году.
Р.Пузетт-Дарт был одним из младших представителей направления абстрактный экспрессионизм. Участник большого количества американских национальных и международных художественных выставок, в том числе documenta II в Касселе (1959). Персональные выставки этого мастера проходили в нью-йоркском Музее современного искусства (1969—1970), Музее американского искусства Уитни (1963, 1974, 1998), Художественном музее Форта-Лодердейл (1986), музее Искусств Индианаполиса (1990) и др. Ныне полотна Р. Пузетт-Дарта хранятся в крупнейших музеях Нью-Йорка, Вашингтона, Лос-Анджелеса, Бостона, Филадельфии, Франкфурта-на-Майне, Флоренции, Тель-Авива и других городов.